# Ligne 10 du tramway de Strasbourg
La ligne 10 du tramway de Strasbourg est une ancienne ligne du réseau de tramway strasbourgeois qui assurait un service de ceinture. Ouverte le 22 janvier 1899, elle est remplacée par une ligne de trolleybus en 1950.

## Historique
- 1899 : Création de la ligne dite « de ceinture »
- 1900 : prolongement par la section Corbeau - Université
- 1908 : attribution de l'indicatif « 10 »
- 1944 : les bombardements entraînent l'abandon de la desserte le temps de la reconstruction.
- 1947 : la section sud est remplacée par un trolleybus
- 1950 : la ligne est supprimée et entièrement remplacée par un trolleybus.

## Infrastructure

### La ligne
La ligne 10 du tramway de Strasbourg empruntait majoritairement des infrastructures propres, sauf boulevard de Nancy, et avenue d'Alsace, où elle partageait les rails de la ligne 2. Quai du maire Dietrich, elle partageait les infrastructures de la Ligne 3. Son terminus de la gare centrale était commun aux lignes 1, 3, et 6.

### Terminus régulier
La ligne assurant une liaison en ceinture, elle ne disposait que d'un seul terminus régulier : la station gare centrale.

## Schéma de la ligne
|  |   |  | Stations                  | Lat/Long | Communes desservies | Correspondances |
|  | - |  | ------------------------- | -------- | ------------------- | --------------- |
|  | o |  | Gare centrale             |          | Strasbourg          | Trams 1, 3, 6   |
|  | o |  | Wilson                    |          | Strasbourg          | Tram 9          |
|  | o |  | Travail                   |          | Strasbourg          |                 |
|  | o |  | Place de Pierre           |          | Strasbourg          | Trams 9, 4      |
|  | o |  | Palais des fêtes          |          | Strasbourg          |                 |
|  | o |  | Vosges                    |          | Strasbourg          | Tram 2          |
|  | o |  | Sébastien Brant           |          | Strasbourg          | Tram 2          |
|  | o |  | Gallia                    |          | Strasbourg          |                 |
|  | o |  | Saint-Guillaume           |          | Strasbourg          |                 |
|  | o |  | Bateliers                 |          | Strasbourg          |                 |
|  | o |  | Corbeau                   |          | Strasbourg          | Trams 1, 6, 4   |
|  | o |  | Saint-Nicolas             |          | Strasbourg          |                 |
|  | o |  | Saint-Thomas / Finkwiller |          | Strasbourg          |                 |
|  | o |  | Hôtel du département      |          | Strasbourg          |                 |
|  | o |  | Porte de Schirmeck        |          | Strasbourg          | Tram 8          |
|  | o |  | Obernai-Lyon              |          | Strasbourg          |                 |
|  | o |  | Porte Blanche             |          | Strasbourg          | Tram 2          |
|  | o |  | Gare centrale             |          | Strasbourg          | Trams 1, 3, 6   |

Les noms en italique correspondent aux noms des arrêts de la ligne de bus actuelle, les noms d'arrêts de la ligne 10 n'étant pas connus.

## État actuel et projets de réhabilitation
En 1950, la ligne est remplacée par un trolleybus. Il existe actuellement dans le réseau de bus de Strasbourg une ligne 10 qui reprend exactement le tracé de l'ancien tram 10. Un bus passe toutes les 10 minutes en moyenne.
Des projets de ligne de ceinture sont à l'étude pour le tramway moderne de Strasbourg. En outre, cette ligne pourrait être réhabilitée, mais avec un trajet plus large, notamment au sud où elle passerait par la quai Pasteur. Le schéma directeur des transports 2010-2025 inclut la construction d'une ligne de rocade dans le but de décongestionner le centre-ville.